# Jordi García-Díe
Jordi Maria García-Díe i Miralles de Imperial (Barcelona, 9 de març del 1927 - 15 de febrer del 1999) va ser un sacerdot catòlic dedicat, entre altres tasques, al treball amb el poble gitano a l'Estat, sent un dels precursors en la millora de les condicions de vida de la població gitana a Europa.
Era fill del doctor Agustín García-Díe i Andreu, metge eminent (entre d'altres, ho era de l'arquebisbe de Barcelona), que va ser distingit amb el títol de Gentilhome de Sa Santedat, i net de Clemente Miralles de Imperial i Jiménez de Frontín (Elx, 1850-Barcelona, 1925), benefactor que l'any 1883 va promoure el barri de Benalua d'Alacant.
Va ser ordenat sacerdot el 31 de maig del 1952, en el Congrés Eucarístic Internacional de Barcelona.
Des del compromís de la fe, amb una actitud constant però discreta, va impulsar el desenvolupament del Secretariat Gitano de Barcelona, que va dirigir entre 1967 i 1988, i l'Institut Catòlic d'Estudis Socials de Barcelona (1951-1983), on es va gestar l'aparició del treball social com a professió a l'Estat.
El 1967 va impulsar i va formar part del Secretariat Gitano de la Conferència Episcopal Espanyola, que va renunciar a presidir. El 1976 va ser un dels creadors del Comitè Catholique International pour les Tsiganes.
En la darrera etapa, des de 1978, va fomentar l'aparició del moviment associatiu gitano.
Va ser també director de Càritas Diocesana de Barcelona (1960-1972) i rector de la Parròquia Major de Santa Anna (era sacerdot d'aquesta parròquia en el 1967, i en va ser rector fins al 1987) i de la Basílica de la Mercè (del 1987 endavant), ambdues a Barcelona. El Secretariat Gitano de Barcelona va donar el seu nom al Centre García-Die de Cultura Gitana.
Un dels seus germans, Antonio García-Díe, va ser catedràtic d'Història de la Medicina i cap del servei de cirurgia de l'hospital del Sagrat Cor de Barcelona. Un altre germà, en José Manuel García-Díe va ser sacerdot, director de l'Institut Ramon Albó de la "Protectora de Menors". i prior de la "Germandat dels valencians a Barcelona" entre els anys 50 i 70. Un tercer germà, Agustín García-Díe, era capità d'infanteria quan el 1951 fou nomenat cap dels Mossos d'Esquadra